# Sanja Đurđević
Sanja Đurđević (ur. 25 marca 1998) – serbska siatkarka, reprezentantka Serbii, grająca na pozycji libero.
Wraz z reprezentacją wywalczyła brązowy medal Ligi Narodów 2022. W sierpniu 2022 roku dołączyła do drużyny Crvena zvezda Belgrad, z którą wywalczyła Superpuchar Serbii 2022.
1 czerwca 2021 we włoskim Rimini podczas meczu Ligi Narodów pomiędzy reprezentacjami Serbii i Tajlandii wykonała rasistowski gest, za który została zawieszona przez FIVB na dwa mecze.

## Sukcesy klubowe
Mistrzostwa Serbii:
- 2021[6]
- 2022[7]
- 2020[8]

Puchar Serbii:
- 2020[9]

Superpuchar Serbii:
- 2020, 2022[2]